# Atlético Español
El Atlético Español fue un club de fútbol mexicano con sede en la Ciudad de México. Fue fundado en 1971 por iniciativa de un grupo de empresarios españoles que había comprado el Club Necaxa en la Primera División de México. El equipo formó parte de la máxima categoría nacional durante sus once temporadas de existencia, e incluso en la temporada 1973-74 estuvo a punto de ganar la liga. En 1982, los dueños vendieron el equipo a Televisa, que recuperó la imagen del Club Necaxa original.

## Historia
El «Atlético Español Fútbol Club» fue fundado el 22 de octubre de 1971 cuando un grupo de empresarios españoles compraron la franquicia del Club Necaxa de Ciudad de México, en problemas financieros desde hacía varios años, y le cambiaron tanto el nombre social como sus colores. Entre sus dirigentes estaba Antonio Ordóñez, exjugador del Club de Fútbol Asturias.
El nuevo equipo debutó en la temporada 1971-72 de Primera División, en una temporada complicada porque quedó último de su grupo y tuvo que jugar la liguilla de permanencia contra el Torreón, Irapuato y Veracruz. No obstante, logró salvar la categoría y eso permitió renovar el plantel con futbolistas extranjeros y prometedores mexicanos.
En la temporada 1972/73 el Atlético Español llegó a semifinales de la liga contra el Club León, perdiendo en el tercer juego de desempate. Y en la campaña 1973/74 alcanzaron la final frente al Cruz Azul; aunque los «Toros» vencieron por 2:1 en la ida, cayeron derrotados por 3:0 en la vuelta y no conquistaron el título. De aquel conjunto comandado por el uruguayo José Ricardo De León destacaron jugadores como Enrique Vázquez, Manuel Manzo, Tomás Boy, Juan José Muñante y Ricardo Brandon. Al año siguiente calificaron para la Copa de Campeones de la CONCACAF 1975, de la que se proclamaron campeones en la final frente al Transvaal de Surinam por 5:1 en el marcador global. Y en 1976 disputaron la Copa Interamericana contra el Club Atlético Independiente de Argentina, aunque en esta ocasión perdieron en los penales.
Desde entonces las actuaciones del Atlético Español fueron más discretas, sin opciones de conquistar el título de liga. En su última temporada, la 1981/82, se metieron en la ronda final y cayeron en cuartos contra el Club de Fútbol Atlante.
A pesar de su desempeño, el Atlético Español tuvo problemas para atraer aficionados al estadio Azteca, pues buena parte de la masa social del Necaxa dejó de alentarles tras el cambio. La directiva de los «Toros» vendió la franquicia a Televisa y estos recuperaron la imagen del Necaxa original. El último partido del Atlético Español se jugó el 23 de mayo de 1982, mientras que el cambio de nombre tuvo lugar el 21 de julio de 1982.

## Jugadores
La siguiente lista recoge algunos de los futbolistas más destacados de la entidad.
| - Tomás Boy (1970-1974) - Juan Manuel Borbolla (1974-1978) - Leonel Urbina (1973-1977) - Manuel Manzo (1971-1977) - Raúl Orvañanos (1971-1972) - Enrique Vázquez del Mercado (1972-1974) - Eugenio Rivas (1974-1979) - Roberto Gómez Junco (1975-1977) - Raúl Isiordia (1976-1978) - Luis Fernando Tena (1976-1982) - Sergio Lugo (1978-1981) - Adrián Chávez (1981-1982) - Francisco Montes Varela (1974-1979) |  | - Bernardino Brambila (1974-1975) - Moisés Camacho (1975-1978) - Alfredo Navarrete (1976-1982) - Roberto Carril (1977-1978) - Benito Pardo (1974-1979) - Jaime Julio Aguilar (1972-1976) - Ricardo Brandon (1971-1976) - Walter Gassire (1981-1982) - Juan José Muñante (1973-1975) - Oswaldo Ramírez (1975-1977) - Juan Rodríguez Vega (1971-1977) - Carlos Eloir Perucci (1977-1980) - Luis Montoya (1971-1972) |

## Datos del club
- Temporadas en Primera División Mexicana: 11

Debut: Temporada 1971/72
Mejor posición: Finalista (temporada 1973/74)
Peor posición: 9.º y promoción de descenso (temporada 1971/72)
Descensos: Ninguno
- Participaciones en la Copa de Campeones de la CONCACAF: 1

Mejor posición: Campeón (1975)

## Palmarés
| Títulos internacionales (1)          | Títulos internacionales (1) | Títulos internacionales (1) |
| Competición                          | Títulos                     | Subcampeonatos              |
| ------------------------------------ | --------------------------- | --------------------------- |
| Copa de Campeones de la CONCACAF (1) | 1975.                       |                             |
| Copa Interamericana                  |                             | 1975.                       |